# Höherer Kommandeur der Marinenachrichtenschulen
Der Höhere Kommandeur der Marinenachrichtenschulen (H.K.N.) war eine Kommandobehörde der Kriegsmarine der Wehrmacht. Dieser war einer von sechs Höheren Kommandeuren der Kriegsmarine, welche fachspezifische Schulen der Kriegsmarine unter einer Führung vereinte.

## Geschichte
Die Nachrichtenschulen der Kriegsmarine wurden der Marinenachrichteninspektion (N.J.) unterstellt, welche bis Ende April 1941 in Flensburg existierte. Anschließend waren mit der Auflösung der Marinenachrichteninspektion die Schulen dem neu eingerichteten Höheren Kommandeur der Marinenachrichtenschulen unterstellt. Dabei wurden die Schulung neu aufgestellt. Die fachliche Unterstellung war unter dem Oberbefehlshaber der Marine, die sonstige unter der Marinestation der Ostsee/Marineoberkommando Ostsee.
Weitere Dienststellen kamen im Laufe des Krieges ebenfalls unter den Höheren Kommandeur der Marinenachrichtenschulen. Am 15. Oktober 1944 wurde das Nachrichtenmittelversuchskommando und Nachrichtenmittelerprobungskommando an die Nachrichtentechnische Inspektion der Kriegsmarine abgegeben.
Die Dienststelle bestand bis Kriegsende.

## Gliederung
- Marine-Nachrichtenschule Mürwik
- Marine-Nachrichtenschule Aurich
- Marine-Nachrichtenschule Waren, im Januar 1941 als 1. Signal-Ausbildung-Abteilung aufgestellt und später umbenannt
- Marine-Nachrichtenschule Rantum/Sylt, ab 18. November 1943
- 1. Funkmeß-Lehr-Abteilung
- 2. Funkmeß-Lehr-Abteilung
- 1. Marinehelferinnen-Ausbildungs-Abteilung
- 2. Marinehelferinnen-Ausbildungs-Abteilung
- 3. Marine-Nachrichten-Ausbildungs-Abteilung (mot.), ab 1943

## Kommandeure
- Kapitän zur See Peter Christian Magnussen: von der Einrichtung im April 1941 bis Juni 1943 mit der Wahrnehmung der Geschäfte beauftragt, zugleich Kommandeur des Nachrichtenmittelerprobungskommandos, was er bis Kriegsende blieb, und bis zur Auflösung Chef des Stabes der Marinenachrichteninspektion
- Konteradmiral Harald Kienast: von Juni 1943 bis November 1944
- Konteradmiral Ludwig Stummel: von November 1944 bis März 1945
- Konteradmiral Harald Kienast: von März 1945 bis Kriegsende